# 宜保優
宜保 優（ぎぼ ゆう、1999年7月29日 - ）は、沖縄県豊見城市出身のプロ野球選手（内野手）。右投右打。
弟はオリックス・バファローズ所属の宜保翔。

## 経歴

### プロ入り前
小学3年時に根差部ベースナインで野球を始める。豊見城市立とよみ小学校、豊見城市立長嶺中学校を経て、高校は沖縄県立那覇高等学校に進学し、3年夏の大会には主将として「3番・遊撃手」として出場した。
大学は福岡六大学野球連盟に所属する九州共立大学に特待生として進学。3月のオープン戦期間で、4本塁打を放つ活躍を見せ、4月の開幕戦でベンチメンバー入り、秋の神宮大会にはスタメンでの出場を果たした。怪我に泣かされた期間もあったが、2年、3年次も継続してレギュラーを張り、4年春には打撃フォームを修正して挑んだことが功を奏し、指名打者としてリーグベストナインを獲得した。プロ志望届を提出するも、ドラフト会議での指名を受けることは無かった。
2021年11月9日に行われたルートインBCリーグ2021ドラフト会議にて特別合格選手として栃木ゴールデンブレーブスに入団することが発表された。背番号は58。

### BCリーグ・栃木時代

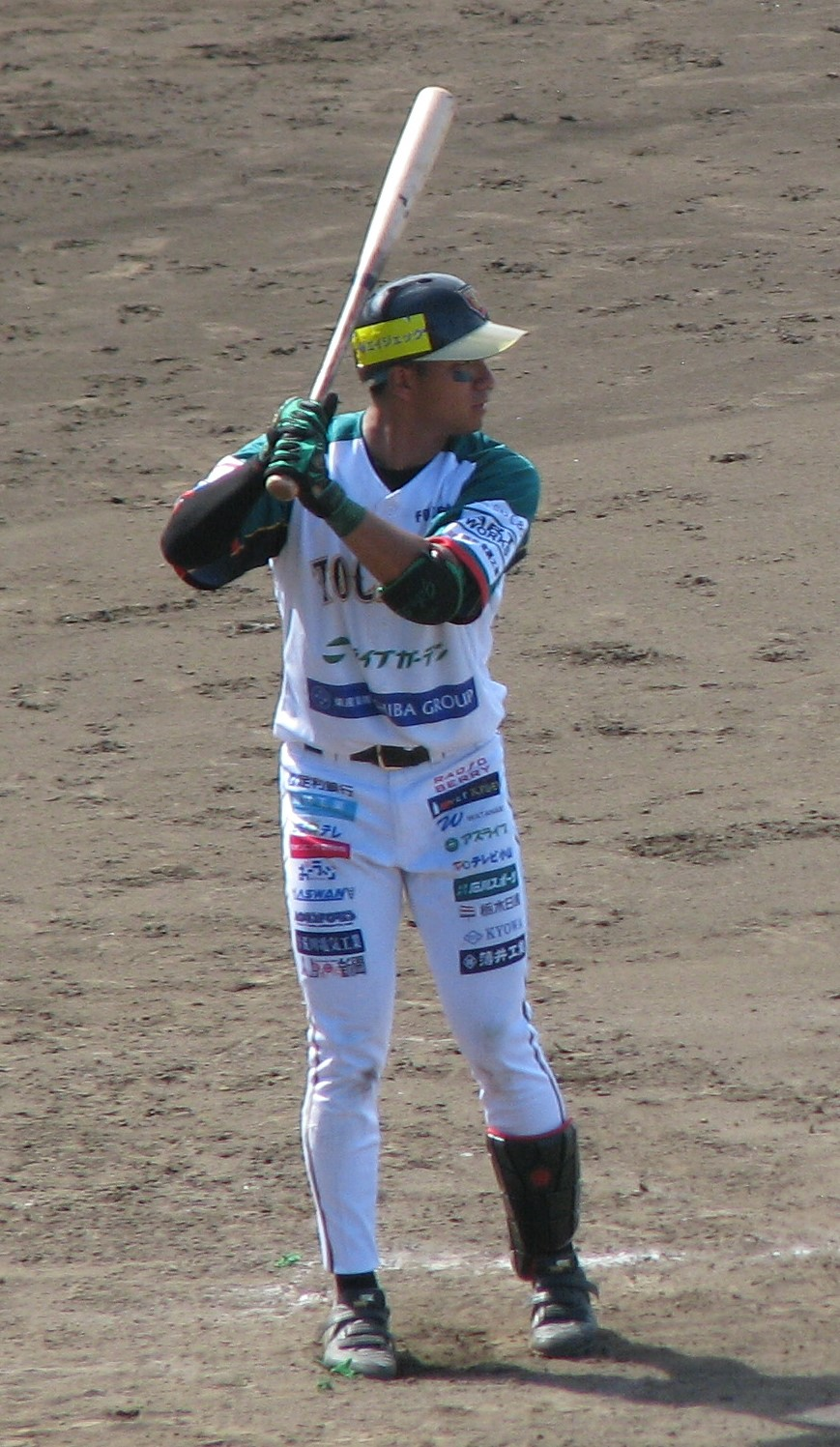
栃木時代（2022年7月27日 保土ケ谷球場）

2022年シーズンは主に「1番・二塁手」として年間を通して出場し、打率.274、3本塁打、25打点、14盗塁の成績を残した。
2023年シーズンは5月30日に怪我による練習生契約への変更があったものの、7月15日に選手契約に復帰し、シーズン終了まで主に「3番・二塁手」として出場、打率.327、3本塁打、28打点、13盗塁の成績を残した。シーズンオフの10月2日、栃木から退団し自由契約となったことが発表された。

### くふうハヤテ時代
12月7日、2024年シーズンからNPBのウエスタン・リーグに新規参入するくふうハヤテベンチャーズ静岡に入団することが発表された。背番号は66。
2024年シーズンは、83試合に出場し、打率.190、1本塁打、11打点、10盗塁の成績で、内野4ポジションをこなした。10月31日、契約満了による退団が発表された。

### くふうハヤテ退団後
くふうハヤテ退団後は、アレックス・ラミレスが結成した特別編成チーム "ジャパンブリーズ" に加わり、2024年12月のベネズエラ遠征に参加した。同国冬季リーグ "リーガ・ベネソラーナ・デ・ベイスボル・プロフェシオナル"（LVBP）選抜とのオールスターゲームに8番・左翼で先発出場し2打数無安打ながら、8回表には先頭打者として四球で出塁し盗塁→犠牲バント→暴投で生還してチーム唯一の得点を記録した。2025年1〜2月にもジャパンブリーズに加わってメキシコ遠征に参加し、カリブ海沿岸諸国のウィンターリーグ王者が集う国際大会・第67回カリビアンシリーズに出場した。チームの3戦目、開催国メキシコ代表チャロス・デ・ハリスコとの試合の9回裏、先頭打者・福田満樹の代打として出場し四球で出塁した。大会を通じて出番はこの1試合のみに終わった。

## 選手としての特徴・人物
積極性のある打撃、足を絡めた攻撃力を武器とする打者。

## 詳細情報

### 独立リーグでの年度別打撃成績
| 年 度     | 球 団     | 試 合 | 打 席 | 打 数 | 得 点 | 安 打 | 二 塁 打 | 三 塁 打 | 本 塁 打 | 塁 打 | 打 点 | 盗 塁 | 盗 塁 死 | 犠 打 | 犠 飛 | 四 球 | 敬 遠 | 死 球 | 三 振 | 併 殺 打 | 打 率 | 出 塁 率 | 長 打 率 | O P S |
| --------- | --------- | ----- | ----- | ----- | ----- | ----- | -------- | -------- | -------- | ----- | ----- | ----- | -------- | ----- | ----- | ----- | ----- | ----- | ----- | -------- | ----- | -------- | -------- | ----- |
| 2022      | 栃木      | 56    | 241   | 219   | 31    | 60    | 8        | 2        | 3        | 81    | 25    | 14    | 7        | 0     | 2     | 15    | -     | 5     | 44    | 4        | .274  | .332     | .370     | .702  |
| 2023      | 栃木      | 39    | 170   | 156   | 22    | 51    | 5        | 0        | 3        | 65    | 28    | 13    | 2        | 1     | 1     | 11    | -     | 1     | 22    | 4        | .327  | .373     | .417     | .780  |
| 通算：2年 | 通算：2年 | 95    | 411   | 375   | 53    | 111   | 13       | 2        | 6        | 146   | 53    | 27    | 9        | 1     | 3     | 26    | -     | 6     | 66    | 8        | .296  | .349     | .389     | .738  |

- 2023年度シーズン終了時

### 背番号
- 58（2022年[8] - 2023年）
- 66（2024年[14]）